# Ushuaïa, la Nature et les Hommes
Ushuaïa, la Nature et les Hommes est un bimestriel, consacré à la découverte des plus beaux endroits de la Terre et de l'actualité écologique.
Créé en 2004 par Alban Sauvanet, en coédition avec TF1 et Nicolas Hulot, le magazine est constitué de carnets de voyages, notamment ceux de l'équipe de Ushuaïa Nature, de reportages autour du monde, d'enquêtes sur les grands enjeux de l'environnement.
Le magazine valorise la biodiversité, les initiatives développées par tous (entreprises, associations, individus) pour préserver la planète, la connaissance de la faune et de la flore, les découvertes scientifiques et technologiques qui améliorent notre environnement.
Ushuaia, la Nature et les Hommes propose également l'actualité juridique, politique, économique, culturelle, liée à l'écologie.